# Bellsund
Bellsund is een 20 kilometer lange fjord aan de westkant van het eiland Spitsbergen. 

## Geschiedenis
Bellsund werd  in 1596 ontdekt door de Nederlandse zeevaarder Willem Barentsz. Hij verwees naar de fjord met de term Inwyck (inham). In 1610 gaf Jonas Poole het de naam Bellsund. In 1612 probeerde de Nederlander Willem Cornelisz. van Muyden er walvissen te vangen, maar zonder veel succes. In 1615 bouwden de Nederlanders er een walvisvangststation.

## Geografie
Het fjord is oost-west georiënteerd en heeft een lengte van ongeveer 20 kilometer. Ze mondt in het westen uit in de Groenlandzee. In het oosten wordt ze gevoed door twee takken: het noordelijke fjord Van Mijenfjorden en het zuidelijke fjord Van Keulenfjorden. Het wordt gescheiden van het Van Mijenfjord door de eilanden Akseløya en Mariaholmen. Bellsund ligt ten zuiden van Nordenskiöld Land en ten noorden van Wedel Jarlsberg Land.
Ongeveer 40 kilometer noordelijker ligt de monding van het fjord Isfjord en ongeveer 80 kilometer naar het zuidoosten ligt het fjord Hornsund.